# Natuurijsbaan

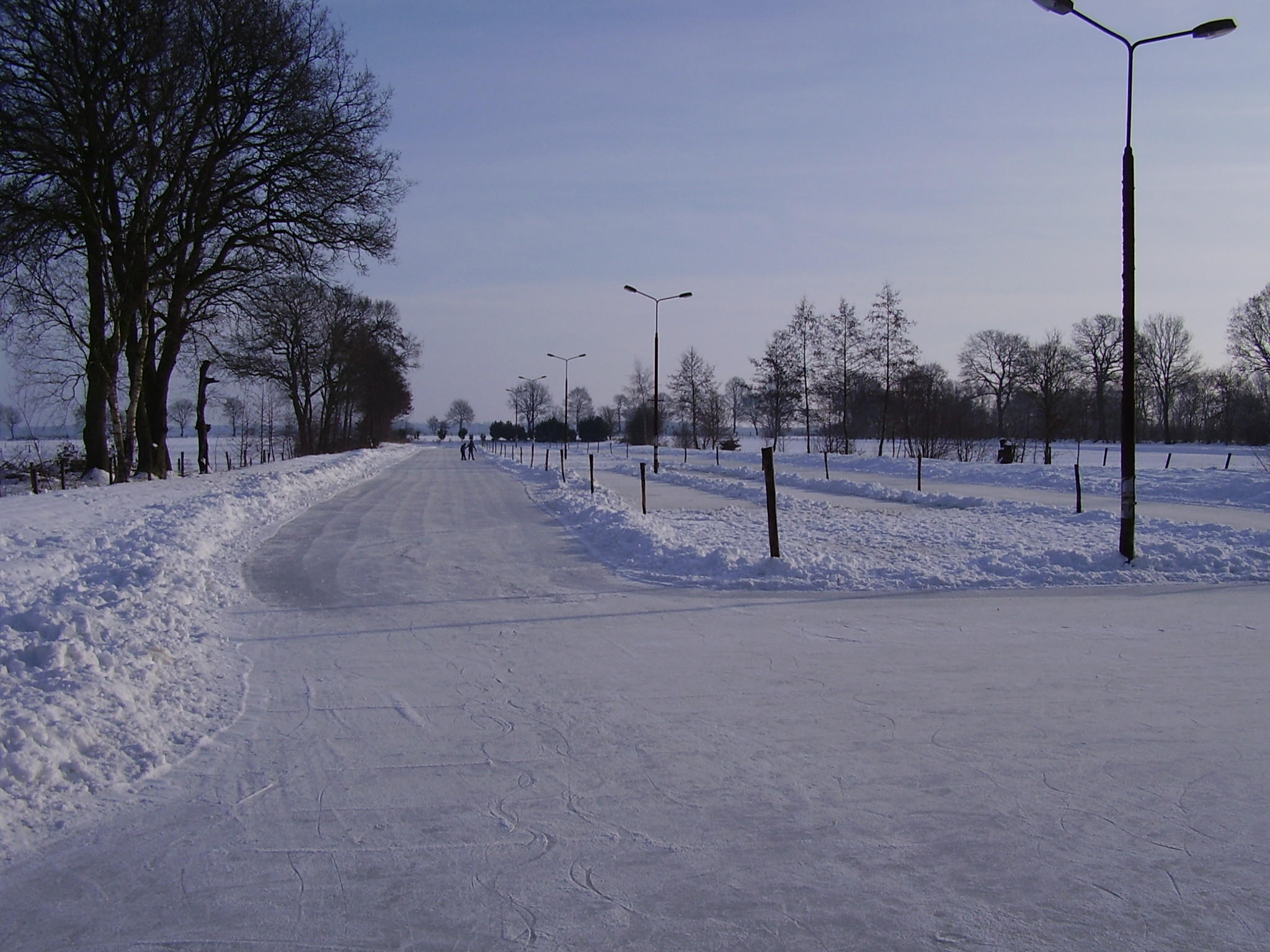
Natuurijsbaan van Een in Drenthe

Een natuurijsbaan is een schaatsbaan met natuurlijk aangemaakt ijs.
Het voordeel van een natuurijsbaan boven een kunstijsbaan is dat het zeer laag in onderhoudskosten is. Een nadeel is dat de kwaliteit van het ijs niet gereguleerd kan worden en er daardoor onder meer kans op scheuren aanwezig is. Een natuurijsbaan wordt gecreëerd door bij het aanbreken van een vorstperiode een atletiekbaan, skatebaan of ander groot open terrein, zoals een plein een aantal dagen nat te spuiten met een tuinslang of bijvoorbeeld een giertank, waarbij er elke dag een nieuwe laag wordt gespoten. Dit water bevriest dan telkens, waardoor er geleidelijk een ijslaag ontstaat. Dit gaat net zolang door tot deze ijslaag dik genoeg is om erop te schaatsen.

## Eerste schaatsmarathon
Zodra er een vorstperiode aanbreekt is er in Nederland elke keer weer een wedstrijd tussen verschillende schaatsverenigingen om de baan gereed te hebben om de eerste marathonwedstrijd op natuurijs van dat seizoen te kunnen organiseren. Hiervoor moet de baan overal minimaal 3 cm dik zijn. Zodra één of meer ijsverenigingen deze vereiste dikte denken te hebben bereikt, kunnen ze dit melden bij de KNSB en dan komt de Competitieleider Marathonschaatsen naar de betreffende ijsvereniging(en) om een officiële meting te doen. Zodra bij een ijsvereniging het ijs bij deze meting wordt goedgekeurd worden de locatie, de datum en het tijdstip van de eerste marathon op natuurijs bekendgemaakt op alle nationale nieuwssites, de regionale nieuwssite van de regio waarin de organiserende vereniging ligt en de site van de organiserende vereniging zelf. Deze eerste marathon wordt gewoonlijk live uitgezonden op de website van de NOS en via de regionale zender van de regio van de organiserende vereniging.
Lange tijd was het organiseren van de eerste marathon vooral een zaak van schaatsverenigingen uit het Groningse Noordlaren en het Drentse Veenoord. Op 25 januari 2007 moesten zij echter schaatsvereniging van het Overijsselse Haaksbergen voor laten gaan. Marathonrijder Ingmar Berga won toen de wedstrijd. Op 19 december 2007 vond er weer voor de eerste keer in het winterseizoen 2007/2008 een marathonwedstrijd op natuurijs plaats, eveneens in Haaksbergen. Ook op 28 december 2008 was het weer Haaksbergen die de eerste natuurijsmarathon organiseerde, ook in winterseizoen 2009/2010 was Haaksbergen de eerste. De drie seizoenen daarna was Noordlaren de Haaksbergenaren te snel af. 2014 en 2015 waren twee winters achter elkaar waarin geen marathon mogelijk was. Op 19 januari 2016, 28 februari 2018 en 21 januari 2019 kon Haaksbergen weer de eerste natuurijsmarathon van het seizoen organiseren. In 2021 werd deze wedstrijd ondanks een vorstperiode in februari niet georganiseerd vanwege de coronapandemie die in 2020 uitbrak. Marathonschaatsen was hierdoor het hele seizoen 2020/2021 niet mogelijk, omdat er daardoor te veel mensen op het ijs zouden staan. Op 14 december 2022 was er opnieuw een grote verrassing in de strijd om de eerste marathon op natuurijs, de eer van het organiseren van de eerste marathon ging toen naar het Friese Burgum dat dat jaar debuteerde in de strijd om de eerste marathon op natuurijs. Hiermee is dit de eerste keer dat de eerste marathon op natuurijs op een andere plaats dan Haaksbergen, Noordlaren of Veenoord werd verreden.
Op 9 januari 2024 kreeg Winterswijk de eer om de eerste marathon op natuurijs te organiseren. Zowel Winterswijk al Haaksbergen hadden de juiste ijsdikte, maar de KNSB verkoos Winterswijk boven Haaksbergen. Hiermee is dit de tweede keer dat de eerste marathon op natuurijs niet in Haaksbergen, Noordlaren of Veenoord werd verreden.
De schaatsbaan van Winterswijk wordt ook wel “de wonderbaan” genoemd, omdat er al zo snel geschaatst op kan worden.

## Kortebaanwedstrijd
Naast langebaanwedstrijden worden er ook kortebaanwedstrijden op natuurijs verreden, zoals de Nederlandse kampioenschappen.